# Tetramesa tritici
Tetramesa tritici är en stekelart som först beskrevs av Fitch 1859.  Tetramesa tritici ingår i släktet Tetramesa och familjen kragglanssteklar. Inga underarter finns listade i Catalogue of Life.